# Саллі
Саллі (вірм. Սալլի) — село в марзі Вайоц-Дзор, на півдні Вірменії. Село розташоване на трасі Мартуні — Єхегнадзор, за 17 км на північний захід від Єхегнадзора, між селами Караглух та Шатін.